# شهرك قلعة حق بزرغ (غيفان)
شهرك قلعة حق بزرغ (بالفارسية: شهرک قلعه‌حق بزرگ) هي قرية تقع في إيران في قسم غیفان الريفي. يقدر عدد سكانها بـ 1,344 نسمة .